# Leptogaster pachypygialis
Leptogaster pachypygialis är en tvåvingeart som beskrevs av Engel 1925. Leptogaster pachypygialis ingår i släktet Leptogaster och familjen rovflugor. Inga underarter finns listade i Catalogue of Life.